# Nurullo Loikov
Nurullo Loikov es un deportista tayiko que compitió en judo. Ganó una medalla de bronce en el Campeonato Asiático de Judo de 1995, en la categoría abierta.

## Palmarés internacional
| Campeonato Asiático | Campeonato Asiático | Campeonato Asiático | Campeonato Asiático |
| Año                 | Lugar               | Medalla             | Categoría           |
| ------------------- | ------------------- | ------------------- | ------------------- |
| 1995                | Nueva Delhi (India) | Medalla de bronce   | Abierta             |